# Ninjalicious
Jeff Chapman, plus connu sous le pseudonyme de « Ninjalicious » (19 septembre 1973 — 23 août 2005) est un explorateur urbain originaire de Toronto, célèbre pour avoir fondé et édité pendant plusieurs années le fanzine Infiltration: the zine about going places you're not supposed to go, doublé d'un livre, Access all areas. Il a, sinon inventé, tout du moins popularisé l'expression « exploration urbaine » et a contribué à l'intégration d'internet comme l'un des vecteurs de l'urbex. Il a également largement participé au YIP magazine et à Eye Weekly.

## Éléments biographiques
Jeff Chapman a commencé ses études supérieures à l'université York au début des années 1990 puis a rejoint le Centennial College (Ontario) pour étudier l'édition de livres et magazines. Il a par la suite travaillé au History Magazine et est devenu directeur du conseil d'administration du Toronto Architectural Conservancy.
Il est mort d'un cholangiocarcinome, trois ans après une greffe de foie réussie.

## Publications
Chapman a lancé le fanzine Infiltration en 1996. Vingt-cinq numéros ont été publiés, traitant de sujets aussi divers que les techniques pour échapper à la sécurité dans les hôtels, l'exploration de bases militaires ou l'éthique de l'urbex. Associée à l'édition papier, un site internet est encore maintenu à jour.
Fort du succès du fanzine, Chapman s'est lancé dans la rédaction d'un livre, Access All Areas: a user's guide to the art of urban exploration, publié moins d'un mois avant sa mort. Ce livre a été conçu comme un tutoriel pour l'activité d'exploration urbaine : furtivité et dissimulation, ingénierie sociale, éthique... Le terme de credibility prop, utilisé par Chapman, est devenu courant dans le jargon des communautés anglophones pour désigner les ustensiles, uniformes, équipements divers visant à minimiser la suspicion des gardiens et autres personnes pouvant surprendre l'explorateur urbain dans une zone interdite d'accès.